# Kastamonu Belediyesi GSK
Kastamonu Belediyesi GSK er en tyrkisk kvindehåndboldklub fra byen Kastamonu i Tyrkiet. Klubben holder til i Kastamonu Merkez Sport Hall.  
Klubben ansatte i juli 2020 den danske succestræner Helle Thomsen. Thomsen var i klubben blot én enkelt sæson. Klubben hentede efterfølgende rumænske Costică Buceschi som nye cheftræner, der også blev afskediget i sommeren 2022.
Holdet er pr. 2022, deltagende i EHF Champions League-sæsonen 2022-23.

## Resultater
- Tyrkiske Superliga:
  - Vinder: 2016–17, 2018–19, 2019-20, 2020-21
  - Sølv: 2017-18
  - Bronze: 2014–15.
- EHF Cup:
  - Semifinale: 2018
- EHF Challenge Cup:
  - Finalist: 2016

## Arena
- Arena: Kastamonu Merkez Sport Hall
- By: Kastamonu, Tyrkiet
- Kapacitet: 4000
- Adresse: Saraçlar, Stadyum Cd., 37100 Kastamonu Merkez/Kastamonu

## Spillertruppen 2022-23
| Målvogtere - 01 Yaren Berfe Göker - 58 Merve Durdu Fløjspillere; LW - 06 Kübra Sarikaya - 77 Majda Mehmedović RW - 03 Nursah Sancak - 08 Simone Böhme Stregspillere - 14 Nurceren Akgün - 17 Katarina Ježić - 37 Ceren Coşkun | Bagspillere LB - 02 Samara Vieira - 19 Neslihan Çalışkan - 21 Betül Yılmaz CB - 13 Serpil İskenderoğlu - 20 Mouna Chebbah RB - 35 Azenaide Carlos |

### Trænerteam
Trænerteam gældende for sæsonen 2021-22.
- Cheftræner: Costică Buceschi
- Assistenttræner: Serkan Mehmet Inci
- Målvogtertræner: Erdal Kaynak
- Fysioterapeut: Nurşen İNCE